# Isola Rizza
Isola Rizza là một đô thị ở tỉnh Verona trong vùng Veneto của Ý, có cự ly khoảng 90 km về phía tây của Venice và khoảng 25 km về phía đông nam của Verona. Tại thời điểm ngày 31 tháng 12 năm 2004, đô thị này có dân số 2.977 người và diện tích là 16,8 km².
Isola Rizza giáp các đô thị: Bovolone, Oppeano, Ronco all'Adige, Roverchiara, và San Pietro di Morubio.